# بوسانسكي بتروفاتس
بوسانسكي بتروفاك هي بلدية في كانتون يونا-سانا في اتحاد البوسنة والهرسك. يبلغ عدد سكانها 7946 نسمة وذلك حسب إحصائيات سنة 2013.

## أعلام
- توميسلاف كريمزانيتش

## وصلات خارجية
- الموقع الرسمي